# Samma uns ehrlich
Samma uns ehrlich ist das zweite Studioalbum des österreichischen Rappers A.geh Wirklich?. Es erschien am 30. Juni 2007 auf dem Label der Rooftop Clique, Coolisterin Records und wurde zwischen 2005 und 2007 aufgenommen. Das Album wird bei Mundl Records vertrieben.
Der Veröffentlichung gingen die Airplay-Singles Raggamann (2004) und Samma uns ehrlich (2007) voraus, die auch auf den FM4-Samplern Soundselection 11 und 16 zu finden waren. Samma uns ehrlich erschien darüber hinaus auch als Musikvideo und erreichte in seiner dritten Wertungswoche Platz 6 der FM4 Charts vom 7. Juli 2008.
Die Produktion des Albums wurde von der austro mechana gefördert.

## Stil
Ähnlich wie das Vorgängeralbum da Doppla, ist dieses von der Wiener Volksmusik (Schrammel und Wienerlied), R&B und Rock beeinflusst, was eine Art musikalisches Crossover bildet.
Thematisch schließt es ebenfalls an das vorhergehende Werk an. Zumeist werden auf ernste Themen wie Alkoholismus, Gewalt und Rassismus angespielt. Andererseits behandelt er auf humoristische Weise Themen wie die Bekämpfung des „Schweinehunds“. Eine weitere Kernaussage der Songs sind A.Gehs Abneigung zum deutschsprachigen Gangsta-Rap. Die Texte sind größtenteils im Wiener Dialekt gehalten. Zwischen einigen Songs sind Hörspiel-ähnliche Alltagsszenen aus Wien (u. a. in Heurigen) eingebunden.
Als Gastmusiker treten unter anderem Fuchs MC (Mitglied von seizu und der Rooftop Clique), Sheyla J, Topoke (Tres Monos) und Claud Tissa auf.

## Titelliste
1. Intro
2. Samma uns ehrlich
3. DJ/MC (feat. DJ B-Chill)
4. Monchmoi (feat. Terry Chladt)
5. Maier
6. 5 MC's (feat. Sheyla J, ABC & Phil Fin)
7. Freundschaft
8. Ana zoid immer
9. Die Kuh (skit)
10. Es Mineralwossa
11. Egal was (feat. Fuchs MC)
12. Samore (feat. Sam, Claud Tissa & Topoke)
13. Schweinehund
14. Uschi (skit)
15. Fegefeuer (feat. Steez)
16. Wos is los (feat. Len One & JJF)
17. Am best'n in Wien (interlude)
18. Auszeit
19. Um 14 Uhr 33 (feat. Caffler)
20. Austrorap
21. Outro
22. Raggamann (Bonustrack) (feat. Firefinger)